# Estinzione di massa
Una transizione biotica, altrimenti conosciuta come estinzione di massa (dalla descrizione dell'evento più caratteristico e disastroso), è un periodo geologicamente breve durante il quale vi è un massiccio sovvertimento dell'ecosistema terrestre, con scomparsa di un grande numero di specie viventi e sopravvivenza di altre che divengono dominanti.
Il tasso di estinzione è calcolato come numero di famiglie biologiche di invertebrati marini e vertebrati estinte in ogni milione di anni. Normalmente tale tasso rimane su 2-5 famiglie, ma si sono osservati almeno cinque grandi picchi di estinzione, definiti appunto "estinzione di massa" o "transizione biotica".

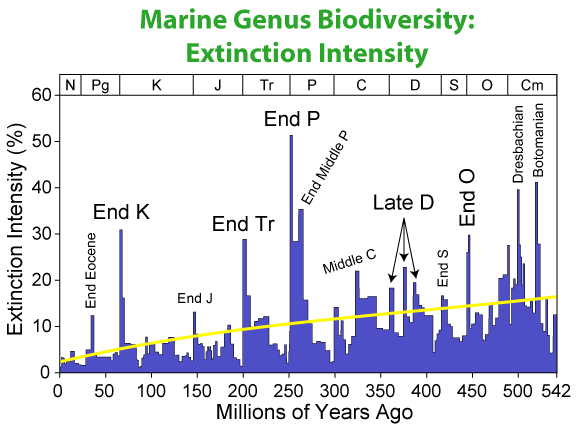
Stima dei tassi d'estinzione nel corso delle ere geologiche

Fino ad oggi si considerano dunque cinque grandi estinzioni di massa (chiamate comunemente big five), intervallate l'una dall'altra rispettivamente da circa 69, 124, 71 e 115 milioni di anni. Va comunque detto che, contrariamente a ciò che il nome evocativo suggerisce, non si è certi che le big five siano effettivamente le cinque estinzioni di massa che hanno causato le maggiori perdite di biodiversità in termini di famiglie, generi o specie.

## Grandi estinzioni

### Ordoviciano-Siluriano (circa 450 milioni di anni fa)
In un periodo di tempo di pochi milioni di anni, probabilmente a causa di imponenti glaciazioni, il livello marino si abbassò drasticamente causando l'estinzione di molte specie marine, in particolare quelle residenti nei fondali bassi e nelle acque calde. Depositi glaciali di questo periodo sono stati trovati persino in prossimità dell'Equatore, nel deserto del Sahara, suggerendo un drastico raffreddamento del clima mondiale. Si pensa infatti che, a causa della deriva dei continenti, il supercontinente Gondwana, transitando vicino al Polo Sud dell'epoca, sia stato oggetto di una prolungata glaciazione. Gli impulsi glaciali furono almeno due, separati tra loro da circa 500.000-1.000.000 di anni, durante i quali il livello del mare risalì rapidamente. Si stima che l'estinzione abbia riguardato circa l'85% delle specie allora esistenti fra invertebrati e pesci primitivi.
Secondo un'ipotesi avanzata da Adrian L. Melott dell'Università del Kansas, questa estinzione di massa sarebbe stata causata da lampi di raggi gamma dovuti all'esplosione di una supernova relativamente "vicina" (qualche migliaio di anni luce) particolarmente massiccia, che avrebbe causato gravissimi squilibri nella catena alimentare e nel clima.

### Devoniano superiore (circa 375 milioni di anni fa)
Al passaggio Frasniano-Famenniano (Devoniano superiore) si verificò un'estinzione di massa, chiamata evento Kellwasser che interessò una percentuale stimata in circa l'82% delle specie viventi. Anche se alcuni ricercatori suggeriscono come causa dell'estinzione alcuni impatti asteroidali, non dovrebbe in realtà essersi trattato di un evento improvviso in quanto le estinzioni si svilupparono durante un periodo di circa 3 milioni di anni. In Brasile sono stati trovati depositi glaciali relativi a questo periodo. Secondo uno studio statistico cinese, il tempo in cui si consumò l'evento sarebbe di ben 50 milioni di anni, un periodo talmente lungo da indurre a considerare l'evento non tanto come una vera e propria estinzione di massa, ma più come un lungo periodo caratterizzato da una forte diminuzione di biodiversità. Secondo un'altra ricerca che ha trovato danni da radiazione ultravioletta nei fossili dell'epoca, la causa potrebbe essere un forte deterioramento dello strato di ozono che protegge la Terra innescato da un riscaldamento climatico globale.

### Permiano-Triassico (circa 250 milioni di anni fa)
Si tratta sicuramente dell'estinzione di massa più catastrofica di tutti i tempi. Al limite del Permiano-Triassico, circa il 96% delle specie animali marine si estinse e complessivamente scomparve il 50% delle famiglie animali esistenti. Secondo alcuni ricercatori questa estinzione avvenne in un periodo rapidissimo, secondo altri invece si sono verificati tre o più episodi durante un periodo di tempo di circa 3 milioni di anni.
Nel sottosuolo australiano è stato scoperto un antico cratere da impatto, largo circa 120 chilometri, che risale all'epoca della grande estinzione. Costruire ipotesi riguardo a questo cratere e affermare che sia stata la causa scatenante è senz'altro prematuro, in quanto la durata dell'estinzione del Permiano-Triassico è ancora incerta. Alcuni scienziati sono convinti che a provocare l'estinzione sia stato un episodio di vulcanismo intenso che si è verificato proprio 250 milioni di anni fa; in effetti la possibilità di correlare tale picco di attività vulcanica con gli effetti tettonici connessi ad un impatto di grandi proporzioni esiste ed ha una sua valenza. Infatti a Noril'sk in Siberia è stata individuata un'enorme colata di basalto, spessa 4 km e ampia 2,5 milioni di km², che altri non è che il grande trappo siberiano, una delle più grandi province ignee.
Una prova all'ipotesi dell'asteroide che avrebbe provocato l'estinzione è stata fornita dall'enorme cratere della Terra di Wilkes di 450 km di diametro rilevato in Antartide e risalente proprio, secondo gli esperti, a 250 milioni di anni fa. La scoperta è avvenuta grazie al satellite della NASA, Grace, che avrebbe rintracciato, sotto lo strato di ghiaccio, materiale proveniente dal mantello che fu portato in superficie dall'impatto.
La scoperta di una anomalia gravitazionale terrestre (a forma di "rosa") al largo delle Isole Falkland, farebbe ipotizzare che ci sia un enorme cratere sottomarino stimato 250–300 km di diametro, generato dall'impatto di un asteroide avvenuto circa 250 milioni di anni fa.
Un'ulteriore ipotesi, proposta da alcuni studiosi, prevede che al seguito del periodo di intenso vulcanismo la percentuale di anidride carbonica presente in atmosfera potesse essere aumentata oltre un valore limite stimato in 1000 ppm. In conseguenza di ciò, il chemioclino (zona di equilibrio tra acque sature d'acido carbonico e acque ricche d'ossigeno) avrebbe lambito la superficie oceanica, rendendo di fatto anossico il mare e liberando grandi quantità di idrogeno solforato (H2S) e di solfuri; su tutto il pianeta, con effetti deleteri anche sullo scudo dell'ozono. Questa ipotesi sembra giustificare l'enormità dell'estinzione in ambiente marino cui sarebbe poi conseguita un'analoga estinzione in ambiente terrestre.

### Triassico-Giurassico (circa 200 milioni di anni fa)
Al termine del Triassico, la temperatura salì di circa 5 gradi Celsius e si estinse circa il 76% delle specie viventi, tra le quali la quasi totalità dei terapsidi e molti anfibi primitivi, e l'84% dei bivalvi. Tra le cause proposte per spiegare questa estinzione, oltre a impatti di corpi extraterrestri, ricordiamo variazioni climatiche verso una crescente aridità, variazioni del livello del mare e diffusa anossia dei fondi marini a causa della divisione di Pangea o, con l'ultima ipotesi in ordine di tempo, rilascio di grandi quantità di metano dal fondo degli oceani, come suggerirebbe una ricerca sviluppata da Antony Cohen e colleghi della britannica Open University. Nel corso dei successivi 150.000 anni, il riscaldamento globale del pianeta avrebbe provocato un aumento dell'erosione delle rocce sulla superficie terrestre di almeno un 400%, causando reazioni chimiche che consumarono il diossido di carbonio in eccesso.

### Cretaceo-Paleocene (circa 66 milioni di anni fa)

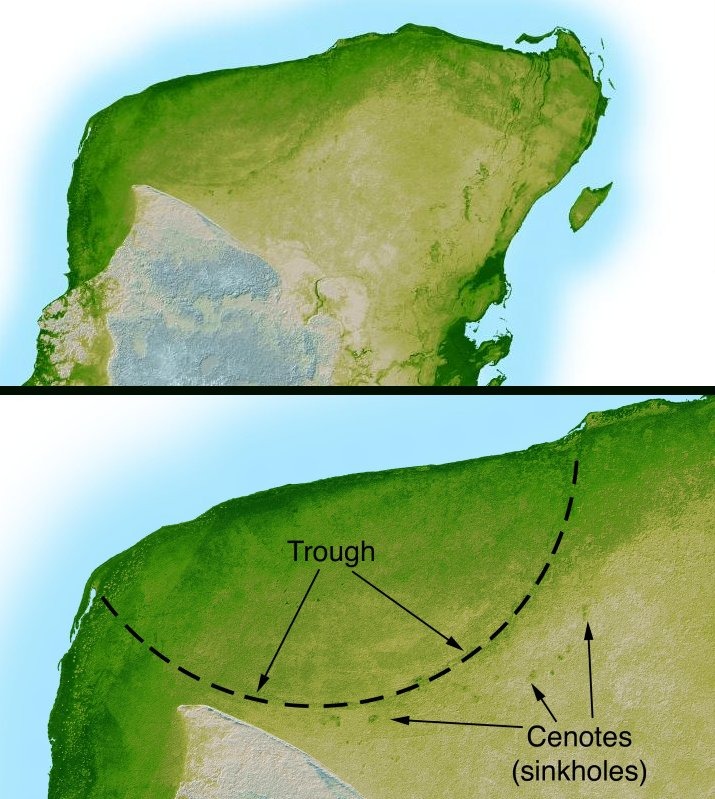
Penisola dello Yucatan - La topografia radar rivela l'ampiezza di 180 chilometri dell'anello del cratere (immagine fornita da NASA/JPL-Caltech)

Al limite tra Secondario e Terziario è stimata l'estinzione di circa il 75% di tutte le specie viventi, compresi i dinosauri non aviani.
La causa di questa estinzione rimase un mistero a cui si diedero le spiegazioni più diverse e assurde, finché, nel 1980, il premio Nobel per la fisica Luis Álvarez, suo figlio Walter e Frank Asaro misurarono in alcuni livelli geologici risalenti al limite K-T (abbreviazione per Cretaceo-Terziario), campionati vicino a Gubbio, la presenza di una concentrazione insolita di iridio, un elemento chimico piuttosto raro sulla Terra, ma comune nelle meteoriti. Si avanzò pertanto l'ipotesi che l'estinzione di massa fosse stata provocata dall'urto con un asteroide.
È stata scoperta un'enorme struttura circolare sotterranea situata nella penisola dello Yucatán, vicino alla cittadina di Chicxulub Puerto presso Mérida. Lo studio su questo cratere ha portato alla conclusione che il meteorite che avrebbe colpito la Terra alla velocità stimata di 30 km/s, avrebbe avuto un diametro di almeno 10 km e avrebbe liberato un'energia pari a 10.000 volte quella generabile da tutto l'arsenale nucleare ai tempi della guerra fredda. Secondo la rivista Le Scienze, Paul Renne nel 2008 e altri ricercatori dell'Università della California a Berkeley e del Berkeley Geochronology Center, grazie a una nuova e sofisticata tecnica di datazione argon-argon sono riusciti a ridurre l'incertezza nella misurazione dal 2,5 allo 0,25 %. Questo ha permesso di fornire la più precisa datazione assoluta anche per l'estinzione del Cretaceo, ora stimata in 65,95 milioni di anni fa, con un margine d'errore di 40.000 anni.
Un'altra possibile struttura candidata a essere la testimonianza dell'impatto di un corpo celeste con la Terra, provocando l'estinzione di fine cretaceo è il cratere di Shiva, oggi localizzato sul fondo dell'oceano Indiano, a ovest di Mumbai. Il suo cratere, dal diametro di circa 500 km, sarebbe stato prodotto da un meteorite avente un diametro di circa 40 km.
Analisi geochimiche, svolte in una sequenza argillosa Paleogenica campionata a Kulstirenden, in (Danimarca), depositatasi immediatamente al di sopra del limite K-T, hanno misurato la concentrazione di paleo-molecole organiche (sterani algali, opanoidi batterici, isotopi di carbonio e azoto) indicando che la produttività biologica marina riprese in breve tempo dopo l'evento catastrofico, e la produttività algale primaria, con la fissazione della CO2, ritornò ad alti livelli probabilmente in meno di un secolo.
| tempo geologico (milioni di anni fa) | periodo           | percentuale specie estinte |
| ------------------------------------ | ----------------- | -------------------------- |
| 430                                  | tardo Ordoviciano | 84-85%                     |
| 360                                  | tardo Devoniano   | 79-83%                     |
| 250                                  | Permiano          | 95%                        |
| 200                                  | Triassico         | 79-80%                     |
| 66                                   | tardo Cretaceo    | 70-76%                     |

## Piccole estinzioni
Oltre alle grandi estinzioni, vi sono stati periodi in cui si sono verificate estinzioni di minore entità. Fra le piccole estinzioni si possono annoverare quelle avvenute 2, 11, 35-39, 90-95 e 170 milioni di anni fa. Per spiegare queste estinzioni sono state proposte diverse ipotesi:
- una prima suggerisce un ciclo di piccole estinzioni ogni 26-30 milioni di anni. È difficile datare accuratamente i fossili al fine di produrre risultati affidabili, ma molti studi di questa ipotetica periodicità suggeriscono che altre estinzioni minori sono state separate da periodi di tempo di solo 10 milioni di anni.
- Una seconda suggerisce invece che il ciclo di estinzioni sia stato causato da una non ancora osservata stella binaria compagna del Sole chiamata Nemesis. Essa, periodicamente, influirebbe sulla Nube di Oort causando la deviazione di diverse centinaia o migliaia di asteroidi e comete verso il Sole (e di conseguenza verso la Terra) una volta ogni 26 milioni di anni.
- Una terza, nota come ipotesi di Shiva, suggerisce che l'oscillazione del sistema solare attraverso il piano galattico provochi come risultato un anomalo e intenso flusso cometario.
- Una quarta prevede un periodico e intensissimo vulcanismo (in inglese viene chiamato verneshot) su scala planetaria, durante il quale rocce gigantesche verrebbero lanciate su una traiettoria suborbitale. Le conseguenze degli impatti sarebbero molto simili agli effetti degli impatti di asteroidi.
- Una quinta, che in parte può essere ricondotta alla quarta, prevede che a seguito di un periodo di intenso vulcanismo la percentuale di anidride carbonica presente in atmosfera possa aumentare velocemente, sfavorendo l'assorbimento di ossigeno da parte dei mari. Microrganismi marini produttori di acido solfidrico normalmente abitano in prossimità del chemioclino (zona di equilibrio tra acque sature d'acido e ricche d'ossigeno). Una riduzione dell'assorbimento dell'ossigeno nell'oceano conduce a un innalzamento del chemioclino. Secondo uno studio pubblicato su Le scienze, se la percentuale di anidride carbonica presente in atmosfera raggiungesse un valore limite, stimato intorno alle 1000 ppm, il chemioclino potrebbe raggiungere la superficie dell'oceano, rendendo anossico il mare e liberando tremende bolle di gas venefico su tutto il pianeta. Il gas avrebbe effetti deleteri anche sullo scudo dell'ozono, favorendo la distruzione del fitoplancton che è alla base della catena alimentare.

Sia per le grandi che per le piccole estinzioni, è possibile che si sia verificata una concomitanza di eventi, per esempio un impatto asteroidale che come conseguenza avrebbe potuto attivare un intenso vulcanismo.
Relativamente recente (70-75.000 anni fa, quindi successivamente alla comparsa sul pianeta dell'Homo sapiens), è la cosiddetta Catastrofe di Toba, a seguito della quale la specie umana fu ridotta a poche migliaia di individui